# Sanzinia madagascariensis
Sanzinia madagascariensis är en ormart som beskrevs av Duméril och Bibron 1844. Sanzinia madagascariensis är ensam i släktet Sanzinia (men se rubriken underarter) som ingår i familjen boaormar. IUCN kategoriserar arten globalt som livskraftig.
Längden är 1,5 till 1,8 meter.
Arten har ofta en grön till grågrön kroppsfärg med mönster som kan variera mellan olika individer. Sanzinia madagascariensis klättrar i träd och i annan växtlighet. Under natten vilar den på marken. Exemplar som hölls i fångenskap matas vanligen med gnagare. I naturen äter ormen även andra små däggdjur, småfåglar och grodor. Honor lägger inga ägg utan föder cirka 16 levande ungar, 6 till 8 månader efter parningen. Ungarna är i början rödaktig och de får den grönaktiga kroppsfärgen under första levnadsåret.
Denna boaorm lever endemisk på Madagaskar. Nominatformen förekommer på öns östra sida och S. m. volontany på västra sidan. Arten lever i låglandet och i bergstrakter upp till 1300 meter över havet. Den vistas där i fuktiga skogar och besöker trädodlingar samt trädgårdar.

## Underarter
Arten delas in i följande underarter:
- S. m. madagascariensis
- S. m. volontany

The Reptile Database godkänner båda taxa som arter.